# Ябланица (Босна и Херцеговина)
Вижте пояснителната страница за други значения на Ябланица.
Ябланица (на босненски: Jablanica) е град и община в Босна и Херцеговина в състава на Херцеговско-неретвански кантон от Федерация Босна и Херцеговина.
Градът е разположен на брега на река Неретва и езеро Ябланица.

## География
Средната надморска височина на Ябланица е 202 m. Около 69% от територията на общината (301 km2) е залесена с гора. Езерото Ябланица е важно за стопанството на града.